# 이채 초상
이채 초상(李采 肖像)은 서울특별시 용산구, 국립중앙박물관에 있는 조선 후기의 성리학자(性理學者)이자 문신(文臣)인 이채(李采, 1745년 2월 23일(음력 1월 23일)-1820년 11월 18일(음력 10월 13일))의 초상화이다. 2006년 12월 29일 대한민국의 보물 제1483호로 지정되었다.

## 개요
이 이채 상은 深衣를 입고 程子冠을 쓴 뒤 두 손을 拱手한 채 정면을 바라보고 있는 반신상인데, 눈부시게 수려한 용모를 실로 뛰어난 화법으로 묘사하고 있을 뿐만 아니라, 화면 상부에 京山 李漢鎭(1732-1815)과 綺園 兪漢芝(1760-1834) 등 당대 명필들의 미려한 贊文이 조화롭게 어우러져 있어 조선후기 燕居服 초상화의 가장 아름다운 걸작 가운데 하나로 일컬어진다.
이 이채 상은 조선후기 19세기 초반의 가장 대표적인 儒學者 상으로서 눈빛이 형형한 얼굴의 정교한 묘사는 조선후기 초상화가 도달했던 높은 수준의 사실성을 대표해준다.

## 같이 보기
- 이채

## 참고 자료
- 이채 초상 - 국가유산청 국가유산포털